# Tenaphalara pseudonervosa
Tenaphalara pseudonervosa är en insektsart som först beskrevs av Mathur 1973.  Tenaphalara pseudonervosa ingår i släktet Tenaphalara och familjen Carsidaridae. Inga underarter finns listade i Catalogue of Life.